# Bad Boys II (саундтрек)
Офіційний саундтрек до фільму «Погані хлопці 2» видали 15 липня 2003 р. на лейблах Bad Boy Records та Universal Records. Виконавчі продюсери: Шон Комбс, Боб Бедемі, Джеррі Брукгеймер, Кеті Нельсон, Майкл Бей. Наклад у США за перший тиждень становив 324 тис. копій.  21 серпня 2003 RIAA надала релізу платиновий статус.
Перший сингл, «La-La-La» Jay-Z — ремікс «Excuse Me Miss» з його альбому The Blueprint 2: The Gift & the Curse. Другий сингл, «Shake Ya Tailfeather» у виконанні Nelly, Diddy та Мерфі Лі, посів 1-шу сходинку Billboard Hot 100 та переміг у категорії «Найкраще реп-виконання дуетом чи групою» на 46-ій церемонії Ґреммі.

## Передісторія
Саундтрек став першим альбомом, що вийшов у партнерстві між Bad Boy Records і Universal Records. За словами Diddy: 
Це не один з тих незв'язних саундтреків, які є просто музичною збіркою… Тут усі нові пісні. Я провів велику роботу [і] продюсував майже всіх, хто є на саундтреці, або ж був з ними на одному записі раніше. Я в постійному контакті з ними. На мою думку, всі поважали той факт, що я хотів зробити щось особливе.

## Список пісень
| №  | Назва                         | Виконавці                              | Тривалість |
| -- | ----------------------------- | -------------------------------------- | ---------- |
| 1  | «Intro»                       | Мартін Ловренс, Вілл Сміт              | 0:12       |
| 2  | «Show Me Your Soul»           | P. Diddy, Ленні Кравіц, Pharrell, Loon | 5:20       |
| 3  | «La-La-La»                    | Jay-Z                                  | 3:54       |
| 4  | «Shake Ya Tailfeather»        | Nelly, P. Diddy, Мерфі Лі              | 4:53       |
| 5  | «Girl I'm a Bad Boy»          | Fat Joe, P. Diddy, Dre                 | 3:22       |
| 6  | «Keep Giving Your Love to Me» | Beyoncé                                | 3:08       |
| 7  | «Realest Niggas»              | The Notorious B.I.G., 50 Cent          | 3:29       |
| 8  | «Flipside»                    | Freeway, Peedi Crakk                   | 3:55       |
| 9  | «Gangsta Shit»                | Snoop Dogg, Loon                       | 4:31       |
| 10 | «Pretty Girl Bullshit»        | Маріо Віненс, Фоксі Браун              | 4:22       |
| 11 | «Model (Interlude)»           | Мартін Ловренс                         | 0:04       |
| 12 | «Love Don't Love Me»          | Джастін Тімберлейк                     | 4:21       |
| 13 | «Relax Your Mind»             | Loon                                   | 4:15       |
| 14 | «Didn't Mean»                 | Мері Джей Блайдж                       | 3:44       |
| 15 | «God Sent You (Interlude)»    | Мартін Ловренс, Вілл Сміт              | 0:15       |
| 16 | «Why»                         | Da Band                                | 4:38       |
| 17 | «Shot You (Interlude)»        | Мартін Ловренс, Вілл Сміт              | 0:06       |
| 18 | «Wanna Be G's»                | M.O.P., Шеріта Лінч                    | 4:38       |

## Чартові позиції
| Чарт (2003)   | Найвища позиція |
| ------------- | --------------- |
| Австралія     | 14              |
| Австрія       | 26              |
| Канада        | 1               |
| Нідерланди    | 82              |
| Німеччина     | 46              |
| Нова Зеландія | 3               |
| США           | 1               |
| Франція       | 42              |
| Швейцарія     | 8               |

## Учасники
- Продюсери: Шон Комбс, Джейсон «Koko» Бріджес, Cool & Dre, DJ Whoo Kid, Тоні Дофет, Just Blaze, Ленні Кравітц, Раян Леслі, M.O.P., Ентоні Ненсі, Natural, Nelly, The Neptunes, Red Spyda, Younglord
- Звукорежисери: Вейн Еллісон, Роберт «Big Brizz» Бейн, Ендрю Коулмен, Стівен Дент, Емері Добінс, Тоні Дофет, Шон Дон, Джейсон «Джей І» Епперсон, Чіп Карпеллс, Ґімел Кітон, Тоні Мазераті, Лінн Монтроуз, Red Spyda, Rocklogic, Sha Money XL, Френк Сокорро, Карлайл Янґ
- Помічник звукорежисера: Алексіс Сетон
- Помічники: Лінн Монтроуз, Алексіс Сетон
- Зведення: Diddy, Duro, Ґімел Кітон, Річ Келлер, Пол Лоґус, Майк Паттерсон, Роб Постіан, Red Spyda
- Мастеринґ: Кріс Атенз
- А&R: Конрад Діаманче, Деймон Іден, Генрі Джозеф П'єр, Slam
- Програмування: Тоні Дофет, Маріо Вінанс; Білл Данзе (ударні й клавішні)
- Креативний директор: Крістофер Стерн
- Бас-гітара: Едді Монтея
- Гітара: Девід Кабрера
- Вокал: Генрі Джозеф П'єр (продюсер вокалу), Латоя Вільямс, Фаррелл Вільямс
- Музичні супервайзери: Боб Бедамі, Кеті Нельсон
- Супервайзер саундтреку: Франческа Сперо
- Управління операціями: Ґвендолін Найлз